# 272型破冰船
272型破冰船是中国人民解放军海军发展建造的第三代破冰船，主要承担以黄海、渤海海域为主的冰情调查、破冰和海上冰区搜救任务。
272型破冰船是210型破冰船的改进型号，首舰舷号为“海冰722”，该舷号曾用于中国海军第一艘破冰船，第一代“海冰722”船于2013年6月退役。五个月后的2013年11月，272型破冰船首船开工建造，2015年3月下水。 相比于中国海军早期的破冰船，272型破冰船采用了更先进的设计和功能，满载排水量4860吨，最大航速18节，可抗风力12级，续航达7000海里，设有直升机平台，可起降一架直-8直升机。